# 大甲三寶文化館
大甲三寶文化館（簡稱大甲三寶館）由裕珍馨文化基金會設立，是一個專門介紹大甲三寶「媽祖、帽蓆、奶油酥餅」的小型文物館。

## 大甲三寶
- 大甲媽祖廟：即大甲鎮瀾宮，建於清治雍正十年（1730年），是大甲生活圈的信仰中心，大甲媽祖遶境進香活動也帶動了大甲地區的繁榮。

- 大甲帽蓆：藺草編織起源於雍正五年（1725年），日治時代更暢銷全台及日本、東南亞及歐美等地，帶動台灣編織工業產業化及國際化，也讓台灣曾享有「草編王國」美譽。

- 酥餅：原為大甲的訂婚喜餅之一。1983年，裕珍馨以天然奶油取代豬油，改良出新口味「奶油酥餅」。1988年，大甲鎮瀾宮建醮，隨信徒傳遍全台灣，而與大甲媽祖及大甲帽蓆並稱大甲三寶。

## 展覽
- 常設展覽：固定展示十六尊「媽祖一生故事木雕」、「大甲帽蓆編織場景」與「奶油酥餅的相關文物」。
- 當期展覽：不定期的舉辦文化藝術展。

## 參觀資訊
- 開放時間：週一至週日，每日10:00～17:00（台灣時間／休展期間恕不開放）
- 票價：免費參觀

## 交通
火車
- 海線火車：至大甲火車站→蔣公路→直走→第二個十字路口左轉→第一個紅綠燈前方轉角→到達，約6分鐘路程

公車
臺中市公車
至南陽里(中山路)下車→至中山路鎮瀾街口→沿鎮瀾街往西(往大甲鎮瀾宮方向)→左前方→到達
- 台中客運：93、154、157、657、659
- 豐原客運：92、170、171、210、211、212、213、214、215
- 東南客運：97、668
- 巨業交通：305、699
- 苗栗客運：181
- 中台灣客運：95、95副、658、658延
- 中鹿客運：813
- 捷順交通：811
- 建明客運：661、662

## 外部連結
- 大甲三寶文化館